# Kynisrivier
Kynisrivier (Zweeds – Fins: Kynisjoki) is een rivier annex beek, die stroomt in de Zweedse  gemeente Kiruna. De rivier verzorgt de afwatering van het Kynismeer. Ze stroomt daarbij door de Kynisvallei, dat grotendeels uit moeras bestaat. Ze stroomt naar het noorden en levert haar water in bij de Kelorivier. Ze is circa zes kilometer lang.
Afwatering: Kynisrivier → Kelorivier → Muonio → Torne → Botnische Golf